# Sinji presličar
Sinji presličar (znanstveno ime Platycnemis pennipes) je pogost evropski predstavnik enakokrilih kačjih pastirjev iz družine presličarjev.

## Telesne značilnosti
V dolžino meri med 35 in 37 mm (od tega 27 do 31 mm zadek), zadnje krilo pa je dolgo 19 do 23 mm. Sinji presličar je edini med presličarji, kjer se samci obarvajo v celoti modro. Samice so rjavkasto-zelene do rumenkaste, včasih tudi modre barve. Prepoznaven je predvsem po belih nogah, ki imajo tako močne ščetine, da so podobne peresom. Po »kosmatih« belih nogah in po široko razmaknjenih sestavljenih očeh ga je enostavno ločiti od ostalih majhnih enakokrilih kačjih pastirjev. Vzorec črnih lis po telesu je variabilen in odvisen tudi od pogojev, v katerih se razvija ličinka.

## Habitat in razširjenost
Je nezahtevna vrsta, ki se razmnožuje v počasi tekočih vodah, v stoječih pa je redkejši. Preživi tudi v močno reguliranih vodotokih ali umetnih kanalih, kakršna je na primer struga Glinščice v Ljubljani. Leti med začetkom maja in koncem septembra, najštevilčnejši je junija in julija.
Živi po vsej Evropi razen na Iberskem polotoku in vzhodno do Jeniseja v Rusiji. V Sloveniji je prisoten praktično ob vseh primernih vodotokih pod 800 m nadmorske višine, razen globoko v gozdovih.